# Utrum
Utrum (av latinets uter – endera av två) är i det svenska språket ett sammanfattande namn på de tre genusgrupperna: maskulinum, femininum och reale. Genusklassen finns även i vissa andra språk (engelska: common gender). Ord i denna genusgrupp känns i svenskan igen som "en-ord", ord vilkas obestämda artikel är en och vilka därmed kontrasterar mot "ett-orden" vilkas genus är neutrum. 
I det svenska språket har skillnaden mellan maskulina och feminina ord i stor utsträckning upphävts och pronomina han och hon ersatts av ett enda pronomen, den. Genusgruppen utrum har därmed kommit att jämställas med realgenus, vilken även benämns reale. Det svenska genussystemet kan därigenom grovt klassificeras med två varandra uteslutande och kompletterande grupper: utrum och neutrum. En alternativ sådan klassificering är uppdelningen i genusgrupperna reale och neutrum.
Även i senare tiders svenska grammatikundervisning talas om maskulinum och femininum. Dessa termer har då avsett just de ord som förknippas med referent av ett visst biologiskt kön, till exempel kung(en) = han = maskulinum, kokerska(n) = hon = femininum.  "Människa" förblir feminint.  Om de en-ord som syftar på obesjälade ting och som därmed åsyftas med pronomenet "den" har man då sagt att de har genus reale eller realgenus, till exempel sten(en) = den = reale. Efter det att man börjat se svenskan som ett tvågenusspråk med en-ord och ett-ord, har det således talats om alla en-ord som reale och ett-ord som neutrum. Substantiv som har utrumgenus får ändelsen -n eller -en i bestämd form singular och ändelsen -na i bestämd form plural. 
Exempel:
- Vägg, väggen.
- Flicka, flickan.

- Väggar, väggarna.
- Flickor, flickorna.

De vanligaste pluraländelserna för utrala ord är -or, -ar och -er, och hos ord som i obestämd form slutar på vokal ersätter ändelsen ofta denna (yxa blir inte yxaor utan yxor). Några ord har emellertid bara -r som pluraländelse och ord som slutar på suffixen -are (till exempel lärare), -ier (till exempel iranier) eller -iker (till exempel magiker) får ändelselös obestämd plural (se nollplural). Ett antal specialfall existerar.
Om ett pronomen finns i både neutrum- och utrumform, betecknar utrumformen oftast något mänskligt eller levande, i motsats till neutrum, som betecknar något icke-levande. 
Exempel:
- Såg du något? Såg du någon?

Några få ord, som i modern svenska normalt är utrum, kan ändå i vissa stående uttryck ha ett kvardröjande kön, maskulinum eller femininum, vid pronomenval. 
Exempel:
- Vetenskapen, femininum.
- Nattvarden, maskulinum.
- Klockan, femininum: Hon är halv fyra. Detta dock endast i samband med tidsangivelser, inte om uret som föremål.
- Solen, femininum.
- Människa, femininum. Detta till skillnad från många europeiska språk där motsvarande ord är maskulint (der Mensch, l'homme etc.)
- Moder jord, femininum.
- Månen, maskulinum.
- Kyrkan (som institution och trosgemenskap), femininum. Hon beskrivs i Bibeln som Kristi brud.

## Andra språk
Förutom i svenskan finns utrumgenus i danska och i målformer av norska (riksmål och moderat bokmål). Även varianter av lågtyska och nederländska uppvisar sammanfall mellan maskulinum och femininum till ett gemensamt genus.